# Nancy Marchand
Nancy Marchand (Buffalo, New York, 1928. június 19. – Stratford Connecticut, 2000. június 18.) Golden Globe- és négyszeres Primetime Emmy-díjas amerikai színésznő. Pályafutását színházi előadásokban kezdte 1951-ben. Legismertebb szerepei Margaret Pynchon a Lou Grant és Livia Soprano a Maffiózók című sorozatokból.

## Élete

### Származása, tanulmányai
Marchand Buffalo-ban született Raymond L. Marchand orvos és Marjorie Freeman zongorista gyermekeként. Családjában metodista neveltetést kapott. Tízéves korában édesanyja beíratta egy színésztanfolyamra, hogy megváltoztassa visszahúzódó természetét. Később a Carnegie Institute of Technology főiskolára járt, ahol a dráma szakon Shakespeare-t, éneket és szónoklattant is tanult. Színházi debütálása 1946-ban volt, amikor John Phillips Marquand The Late George Apley című művének színpadi változatában szerepelt.

### Színészi pályája
Az Actors Studio iskola tagjaként, Broadway-i bemutatkozásra 1951-ben került sor, akkor A makrancos hölgyben egy szolgálót játszott.
Pályafutása során olyan színdarabokban szerepelt, mint A velencei kalmár, a Lóvátett lovagok, Sok hűhó semmiért, Forty Carats, And Miss Reardon Drinks A Little, Az eke és a csillagok, Üvegfigurák, Morning's at Seven, Awake and Sing!, The Octette Bridge Club, Love Letters, Ember és felsőbbrendű ember, Bunbury - avagy jó, ha szilárd az ember, The School for Scandal, Az erkély. Utóbbiban nyújtott alakításáért Obie-díjat kapott. A Black Comedy/White Lies-ban mutatott játékáért pedig Tony-díj-ra jelölték. Négy alkalommal Drama Desk-díjra is jelölték, melyet egy alkalommal, a Morning's at Seven-ben nyújtott teljesítményéért meg is nyert. A.R. Gurney The Cocktail Hour című darabjában látható alakításáért egy második Obie-díjjal is kitüntették.
Nem csak főműsoridős sorozatokban volt látható, hanem különböző szappanoperákban is, így a CBS Love of Life-jában Vinnie Phillips-et, az NBC Another World-jében Theresa Lamonte-ot alakította. A rövid életű Lovers and Friends szappanoperában az anya, Edith Cushing szerepét játszotta.
Az amerikai televíziózás hőskorában népszerű antológia sorozatok (anthology series) szereplőjeként a The Philco Television Playhouse-ban (melyben Rod Steiger oldalán volt látható), a Kraft Television Theatre-ben, a Studio One-ban és a Playhouse 90-ben is közreműködött. Ezen kívül más televíziós műsorokban is szerepelt, így az Észak és dél - 2. könyv, a The Law and Mr. Jones, a Spenser: For Hire, az Esküdt ellenségek, a Gyilkos utcák, a Coach és a Night Court című alkotásokban is látható volt. A Cheers egyik epizódjában Hester Crane-t, Frasier Crane anyját alakította. Igazán híressé a főműsoridőben futó Lou Grant című sorozat tette, melyben az önkényeskedő napilapkiadót, Margaret Pynchon-t alakította. Másik sikeres szerepe a Maffiózókban volt, a főszereplő, Tony Soprano folyton elégedetlenkedő és cselszövő anyjaként. A két szerepért Emmy-, Screen Actors Guild- és Golden-Globe-díjat is kapott.
Munkássága alatt olyan filmekben szerepelt, mint Ladybug Ladybug, Én, Natalie, Tell Me That You Love Me, Junie Moon, A kórház, A bostoniak, Jefferson Párizsban, Agymenők, Vakmerő, Csupasz pisztoly, Sabrina, Égiposta és Az ügyvéd, aki szelet vetett és sikert aratott.

### Magánéelete
1951-ben férjhez ment Paul Sparer (1923–1999) színészhez, aki Marchand halála előtt egy évvel rákbetegségben hunyt el. A házaspárnak három gyereke született: Katie Sparer, színésznő, David (Rosebud), ügyvéd és Rachel Sparer Bersier, opera-énekesnő.

### Halála
Marchand tüdőrákban és tüdőtágulásban halt meg 2000. június 18-án. Halála miatt a Maffiózók sorozatban alakított Livia Soprano halálát is belefoglalták a forgatókönyvbe.
2001-ben Marchand posztumusz bekerült az amerikai színház hírességeinek csarnokába (American Theatre Hall of Fame).

## Szerepei

### Film
| Film | Film                                           | Film                                           | Film                     | Film                      |
| Év   | Magyar cím                                     | Eredeti cím                                    | Szerep                   | Megjegyzés                |
| ---- | ---------------------------------------------- | ---------------------------------------------- | ------------------------ | ------------------------- |
| 1957 |                                                | The Bachelor Party                             | Mrs. Julie Samson        |                           |
| 1963 |                                                | Ladybug Ladybug                                | Mrs. Andrews             |                           |
| 1969 | Én, Natalie                                    | Me, Natalie                                    | Mrs. Miller              |                           |
| 1970 |                                                | Tell Me That You Love Me, Junie Moon           | Oxford nővér             |                           |
| 1971 | A kórház                                       | The Hospital                                   | Mrs. Christie            |                           |
| 1984 | A bostoniak                                    | The Bostonians                                 | Mrs. Burrage             |                           |
| 1987 | Az ügyvéd, aki szelet vetett és sikert aratott | From the Hip                                   | Roberta Winnaker         |                           |
| 1988 | Csupasz pisztoly                               | The Naked Gun: From the Files of Police Squad! | Barkley polgármester     |                           |
| 1991 | Csak egy lövés                                 | Regarding Henry                                | Igazgatónő               | Nem szerepel a stáblistán |
| 1992 | Agymenők                                       | Brain Donors                                   | Lillian Oglethorpe       |                           |
| 1995 | Jefferson Párizsban                            | Jefferson in Paris                             | Madame Abbesse           |                           |
| 1995 | Vakmerő                                        | Reckless                                       | Nagymama                 |                           |
| 1995 | Sabrina                                        | Sabrina                                        | Maude Larrabee           |                           |
| 1996 | Égiposta                                       | Dear God                                       | Kits Van Heynigan bírónő |                           |

### Televízió
| Televízió   | Televízió               | Televízió                                 | Televízió                         | Televízió                                                                                     |
| Év          | Magyar cím              | Eredeti cím                               | Szerep                            | Megjegyzés                                                                                    |
| ----------- | ----------------------- | ----------------------------------------- | --------------------------------- | --------------------------------------------------------------------------------------------- |
| 1950        |                         | Studio One in Hollywood                   | Jo March                          | Televíziós sorozat; 2 epizód                                                                  |
| 1951        |                         | Lux Video Theatre                         | Joan                              | Televíziós sorozat; 1 epizód                                                                  |
| 1951–1958   |                         | Kraft Television Theatre                  | Abby Bainbridge / Mary Hillyer    | Televíziós sorozat; 9 epizód                                                                  |
| 1953        |                         | Studio One in Hollywood                   | Miss Marmon                       | Televíziós sorozat; 1 epizód                                                                  |
| 1953        |                         | The Philco-Goodyear Television Playhouse  | Clara                             | Televíziós sorozat; 1 epizód                                                                  |
| 1953        |                         | Lux Video Theater                         | Phyllis                           | Televíziós sorozat; 1 epizód                                                                  |
| 1954        |                         | Ponds Theater                             | Charlotte                         | Televíziós sorozat; 4 epizód                                                                  |
| 1955        |                         | Goodyear Playhouse                        | Alice                             | Televíziós sorozat; 1 epizód                                                                  |
| 1957        |                         | Producers' Showcase                       | Mayerling                         | Televíziós sorozat; 1 epizód                                                                  |
| 1957        |                         | Studio One in Hollywood                   | Eleanor                           | Televíziós sorozat; 1 epizód                                                                  |
| 1957        |                         | The United States Steel Hour              | Gen Arnold                        | Televíziós sorozat; 1 epizód                                                                  |
| 1957        |                         | Shirley Temple's Storybook                | Queen                             | Televíziós sorozat; 1 epizód                                                                  |
| 1958        |                         | Playhouse 90                              | Sylvia Sands                      | Televíziós sorozat; 1 epizód                                                                  |
| 1959        |                         | The Bells of St. Mary's                   | Sister Michael                    | Tévéfilm                                                                                      |
| 1959        |                         | Armstrong Circle Theatre                  | Mrs. Howard Jones                 | Televíziós sorozat; 1 epizód                                                                  |
| 1959        |                         | Playhouse 90                              | Mrs. Yarbrough                    | Televíziós sorozat; 1 epizód                                                                  |
| 1959        |                         | Sunday Showcase                           | Mrs. Clegg                        | Televíziós sorozat; 1 epizód                                                                  |
| 1959        |                         | R.C.M.P.                                  | Gerta Boyd                        | Televíziós sorozat; 1 epizód                                                                  |
| 1960        |                         | Play of the Week                          | Margaret                          | Televíziós sorozat; 2 epizód                                                                  |
| 1960        |                         | Moment of Fear                            |                                   | Televíziós sorozat; 1 epizód                                                                  |
| 1960        |                         | The Law and Mr. Jones                     | Dorothy                           | Televíziós sorozat; 1 epizód                                                                  |
| 1961        |                         | The Defenders                             | Mrs. Crile                        | Televíziós sorozat; 1 epizód                                                                  |
| 1962        |                         | The DuPont Show of the Week               | Edna Rawley                       | Televíziós sorozat; 1 epizód                                                                  |
| 1962        |                         | The Edge of Night                         | Edna Mae Carroll                  | Televíziós sorozat; 1 epizód                                                                  |
| 1962        |                         | Naked City                                | Esther Lindall                    | Televíziós sorozat; 1 epizód                                                                  |
| 1964        |                         | The Defenders                             | Rhoda Banter                      | Televíziós sorozat; 1 epizód                                                                  |
| 1968        |                         | N.Y.P.D.                                  |                                   | Televíziós sorozat; 1 epizód                                                                  |
| 1969        |                         | New York Television Theatre               |                                   | Televíziós sorozat; 1 epizód                                                                  |
| 1970        |                         | The Edge of Night                         | Barbara Curtis bírónő             | Televíziós sorozat; 1 epizód                                                                  |
| 1970–1974   |                         | Love of Life                              | Vinnie Phillips                   | Televíziós sorozat                                                                            |
| 1972        |                         | Look Homeward, Angel                      | Madame Elizabeth                  | Tévéfilm                                                                                      |
| 1972 / 1976 |                         | Another World                             | Irene Kimbalt / Therrese Lamonte  | Televíziós sorozat; 2 epizód                                                                  |
| 1974        |                         | A Touch of the Poet                       | Nora Melody                       | Tévéfilm                                                                                      |
| 1974        |                         | After the Fall                            | Rose, Quentin anyja               | Tévéfilm                                                                                      |
| 1975        |                         | Beacon Hill                               | Mary Lassiter                     | Televíziós sorozat                                                                            |
| 1975        |                         | Valley Forge                              | Nagynéni                          | Tévéfilm                                                                                      |
| 1976        |                         | The Adams Chronicles                      | Mrs. Smith                        | Televíziós sorozat                                                                            |
| 1977        |                         | Soldier's Home                            | Mrs. Krebs                        | Televíziós rövidfilm                                                                          |
| 1977        |                         | Lovers and Friends/For Richer, for Poorer | Edith Cushing                     | Televíziós sorozat                                                                            |
| 1979        |                         | Some Kind of Miracle                      | Ruth Nicoff                       | Tévéfilm                                                                                      |
| 1979        |                         | Willa                                     | Mrs. Stanch                       | Tévéfilm                                                                                      |
| 1980        | Apa csak egy van        | Once Upon a Family                        | Mrs. Demerjian                    | Tévéfilm                                                                                      |
| 1980        |                         | The Golden Moment: An Olympic Love Story  | Vera Andreyev                     | Tévéfilm                                                                                      |
| 1981        |                         | Killjoy                                   | Dr. Martha Trenton                | Tévéfilm                                                                                      |
| 1977–1982   |                         | Lou Grant                                 | Margaret Pynchon                  | Televíziós sorozat; 99 epizód; Több elismerés és jelölés (Lásd: Díjai és elismerései szakasz) |
| 1982        |                         | Freedom to Speak                          | Margaret Chase Smith / Lucy Stone | Televíziós sorozat                                                                            |
| 1983        |                         | Grandpa, Will You Run with Me?            | Karcolatszereplő                  | Tévéfilm                                                                                      |
| 1983        | Gyöngyöző cián          | Sparkling Cyanide                         | Lucilla Drake                     | Tévéfilm                                                                                      |
| 1984        |                         | Cheers                                    | Dr. Hester Crane                  | Televíziós sorozat; 1 epizód                                                                  |
| 1986        |                         | Spenser: For Hire                         | Emily Garden                      | Televíziós sorozat; 1 epizód                                                                  |
| 1986        |                         | Spearfield's Daughter                     | Claudine Roux                     | Televíziós sorozat                                                                            |
| 1986        | Észak és dél - 2. könyv | North and South, Book II                  | Dorothea Dix                      | Televíziós sorozat; 6 epizód                                                                  |
| 1990–1992   |                         | Coach                                     | Marlene Watkins                   | Televíziós sorozat; 2 epizód                                                                  |
| 1992        | Esküdt ellenségek       | Law & Order                               | Mrs. Barbara Ryder                | Televíziós sorozat; 1 epizód                                                                  |
| 1992        |                         | Kiss-Kiss, Dahlings!                      |                                   | Televíziós rövidfilm                                                                          |
| 1992        |                         | Night Court                               | Louise Cahill                     | Televíziós sorozat; 2 epizód                                                                  |
| 1993        |                         | Crossroads                                | Dorothy néni                      | Televíziós sorozat; 1 epizód                                                                  |
| 1994        | Gyilkos utcák           | Homicide: Life on the Street              | Lorraine Freeman                  | Televíziós sorozat; 1 epizód                                                                  |
| 1999–2001   | Maffiózók               | The Sopranos                              | Livia Soprano                     | Televíziós sorozat; 21 epizód; Több elismerés és jelölés (Lásd: Díjai és elismerései szakasz) |

### Színház
| Színház         | Színház                                      | Színház                                 | Színház                                                              | Színház                             | Színház                                                                          |
| Év              | Szerző                                       | Magyar cím                              | Eredeti cím                                                          | Szerep                              | Megjegyzés                                                                       |
| --------------- | -------------------------------------------- | --------------------------------------- | -------------------------------------------------------------------- | ----------------------------------- | -------------------------------------------------------------------------------- |
| 1951            | William Shakespeare                          | A makrancos hölgy                       | The Taming of the Shrew                                              | Szolgáló                            | City Center színház                                                              |
| 1953            | William Shakespeare                          | Lóvátett lovagok                        | Love's Labour's Lost                                                 | Francia hercegnő                    | City Center színház                                                              |
| 1953            | William Shakespeare                          | A velencei kalmár                       | The Merchant of Venice                                               | Nerissa                             | City Center színház                                                              |
| 1956-1957       | Bertolt Brecht                               | A szecsuáni jólélek                     | The Good Woman of Setzuan                                            | Mi Csü, háztulajdonosnő             | Phoenix Theatre                                                                  |
| 1957-1958       | Michael Plant, Denis Webb                    |                                         | Miss Isobel                                                          | Miriam Ackroyd                      | Royale Theatre                                                                   |
| 1959            | William Shakespeare                          | Sok hűhó semmiért                       | Much Ado About Nothing                                               | Ursula                              | Lunt-Fontanne Theatre                                                            |
| 1960-1961       | Jean Genet                                   | Az erkély                               | The Balcony                                                          | Irma                                | Circle in the Square Downtown; Obie-díj kiváló színésznői teljesítményért (1960) |
| 1962            | Richard B. Sheridan                          |                                         | The School For Scandal                                               | Lady Sneerwell                      | Folksbiene Playhouse                                                             |
| 1962-1963, 1963 | Sidney Michaels, François Billetdoux alapján |                                         | Tchin-Tchin                                                          | Pamela Pew-Pickett                  | Plymouth Theatre; Ethel Barrymore Theatre; beugró színészként                    |
| 1963            | Eugene O’Neill                               | Különös közjáték                        | Strange Interlude                                                    | Nina Leeds                          | Hudson Theatre; Martin Beck Theatre; tartalék színész                            |
| 1964            | Makszim Gorkij                               | Éjjeli menedékhely                      | The Lower Depths                                                     | Vaszilissza                         | Phoenix Theatre                                                                  |
| 1964            | George M. Cohan                              |                                         | The Tavern                                                           | Nő                                  | Phoenix Theatre                                                                  |
| 1964            | Luigi Pirandello                             | Így van (ha így tetszik)                | Right You Are                                                        | Amalia Agazzi                       | Phoenix Theatre                                                                  |
| 1964-1965       | George Bernard Shaw                          | Ember és felsőbbrendű ember             | Man and Superman                                                     | Dona Ana                            | Phoenix Theatre                                                                  |
| 1965            | Jean Giraudoux                               |                                         | Judith                                                               | Susanna                             | Phoenix Theatre                                                                  |
| 1965            | Jerome Max / Emanuel Peluso                  |                                         | Good Day / The Exhaustion of Our Son's Love                          | Az öreg hölgy (Good Day)            | Cherry Lane Theatre                                                              |
| 1966            | Jerome Chodorov, Claude Magnier alapján      |                                         | 3 Bags Full                                                          | Genevieve                           | Henry Miller's Theatre                                                           |
| 1966            | Benjamin Jonson                              | Az alkémista                            | The Alchemist                                                        |                                     | Vivian Beaumont Theatre                                                          |
| 1966-1967       | Federico García Lorca                        | Yerma                                   | Yerma                                                                |                                     | Vivian Beaumont Theatre                                                          |
| 1967            | John Bowen                                   |                                         | After the Rain                                                       | Gertrude Forbes-Cooper              | John Golden Theatre                                                              |
| 1968            | Edmond Rostand                               | Cyrano de Bergerac                      | Cyrano de Bergerac                                                   | Roxán társalkodónője / Klára nővér  | Vivian Beaumont Theatre                                                          |
| 1968-1970       | Pierre Barillet, Jean-Pierre Gredy           |                                         | Forty Carats                                                         | Mrs. Latham                         | Morosco Theatre                                                                  |
| 1971            | Paul Zindel                                  |                                         | And Miss Reardon Drinks a Little                                     | Ceil Adams                          | Morosco Theatre                                                                  |
| 1971            | Friedrich Schiller                           | Stuart Mária                            | Mary Stuart                                                          | Erzsébet királynő                   | Vivian Beaumont Theatre                                                          |
| 1972            | Makszim Gorkij                               | Ellenségek                              | Enemies                                                              | Tatjána                             | Vivian Beaumont Theatre                                                          |
| 1973            | Seán O’Casey                                 | Az eke és a csillagok                   | The Plough and the Stars                                             | Mrs. Gogan                          | Vivian Beaumont Theatre                                                          |
| 1973            | Ira Levin                                    |                                         | Veronica's Room                                                      | A nő                                | Music Box Theatre; tartalék színész                                              |
| 1975-1976       | Tennessee Williams                           | Üvegfigurák                             | The Glass Menagerie                                                  | Az anya                             | Circle in the Square Theatre; tartalék színész                                   |
| 1976            | A.R. Gurney                                  |                                         | Children                                                             | Anya                                | Stage 73                                                                         |
| 1979            | Thomas Babe                                  |                                         | Taken in Marriage                                                    | Ruth Chandler                       | Joseph Papp Public Theater / New York-i Shakespeare Fesztivál; beugróként        |
| 1980-1981       | Paul Osborn                                  |                                         | Morning's at Seven                                                   | Ida Bolton                          | Lyceum Theatre; Drama Desk-díj kiváló színésztársulati teljesítményért (1980)    |
| 1981-1984       | Christopher Durang                           |                                         | Sister Mary Ignatius Explains It All for You / The Actor's Nightmare | Mary Ignatius nővér / Sarah Siddons | Westside Theatre (Downstairs); beugró                                            |
| 1984            | Clifford Odets                               |                                         | Awake and Sing!                                                      | Bessie Berger                       | Circle in the Square Theatre                                                     |
| 1985            | Paul Osborn                                  |                                         | Oliver Oliver                                                        | Judith Tiverton                     | Stage 73                                                                         |
| 1985            | P.J. Barry                                   |                                         | The Octette Bridge Club                                              | Connie                              | Music Box Theatre; 1 Drama Desk-díj jelölés (1985)                               |
| 1987            | Rudd Fleming, Ezra Pound                     |                                         | Elektra                                                              | Klütaimnésztra                      | East 13th Street/CSC Theatre                                                     |
| 1988-1989       | A.R. Gurney                                  |                                         | The Cocktail Hour                                                    | Ann                                 | Promenade Theatre; Obie-díj kiváló színésznői teljesítményért (1989)             |
| 1989-1990       | A.R. Gurney                                  |                                         | Love Letters                                                         | Melissa Gardner                     | Promenade Theatre, majd Edison Theatre; beugróként                               |
| 1992            | Jon Robin Baitz                              |                                         | The End of the Day                                                   | Rosamund Brackett / Jocelyn Massey  | Playwrights Horizons                                                             |
| 1993            | Peter Shaffer                                |                                         | White Liars & Black Comedy                                           | Miss Furnival                       | Criterion Center Stage Right; 1 Tony-díj jelölés (1994)                          |
| 1996            | Oscar Wilde                                  | Bunbury - avagy jó, ha szilárd az ember | The Importance of Being Earnest                                      |                                     | Irish Repertory Theatre                                                          |

## Díjai és elismerései
Nancy Marchand színészi munkásságáért számos színházi és televíziós díjat, illetve elismerést kapott.
| Év   | Díj                                                               | Kategória | Alkotás címe | Eredmény |
| ---- | ----------------------------------------------------------------- | --- | ------------ | -------- |
| 1978 | Emmy-díj                                                          | Legjobb női mellékszereplő (drámai tévésorozat) | Lou Grant    | Elnyerte |
| 1979 | Emmy-díj                                                          | Legjobb női mellékszereplő (drámai tévésorozat) | Lou Grant    | Jelölve  |
| 1980 | Emmy-díj                                                          | Legjobb női mellékszereplő (drámai tévésorozat) | Lou Grant    | Elnyerte |
| 1981 | Emmy-díj                                                          | Legjobb női mellékszereplő (drámai tévésorozat) | Lou Grant    | Elnyerte |
| 1982 | Emmy-díj                                                          | Legjobb női mellékszereplő (drámai tévésorozat) | Lou Grant    | Elnyerte |
| 1999 | Emmy-díj                                                          | Legjobb női mellékszereplő (drámai tévésorozat) | Maffiózók    | Jelölve  |
| 1999 | Nézők a minőségi televíziózásért (Viewers for Quality Television) | Legjobb női mellékszereplő egy minőségi drámasorozatban | Maffiózók    | Jelölve  |
| 2000 | Golden Globe-díj                                                  | Legjobb női mellékszereplő (televíziós sorozat, televíziós minisorozat vagy tévéfilm) | Maffiózók    | Elnyerte |
| 2000 | Emmy-díj                                                          | Legjobb női mellékszereplő (drámai tévésorozat) | Maffiózók    | Jelölve  |
| 2000 | Screen Actors Guild-díj                                           | Legjobb női színészi alakítás egy drámasorozatban | Maffiózók    | Jelölve  |
| 2000 | Screen Actors Guild-díj                                           | Legjobb színtársulati alakítás egy drámasorozatban (megosztva: James Gandolfini, Lorraine Bracco, Dominic Chianese, Edie Falco, Robert Iler, Michael Imperioli, Vincent Pastore, Jamie-Lynn Sigler, Tony Sirico, Steven Van Zandt)                                              | Maffiózók    | Elnyerte |
| 2001 | Screen Actors Guild-díj                                           | Legjobb színtársulati alakítás egy drámasorozatban (megosztva: James Gandolfini, Lorraine Bracco, Dominic Chianese, Drea de Matteo, Edie Falco, Robert Iler, Michael Imperioli, Vincent Pastore, David Proval, Jamie-Lynn Sigler, Tony Sirico, Aida Turturro, Steven Van Zandt) | Maffiózók    | Jelölve  |